# Chaetodipus goldmani
Chaetodipus goldmani е вид бозайник от семейство Торбести скокливци (Heteromyidae). Видът е почти застрашен от изчезване.

## Разпространение
Разпространен е в Мексико (Синалоа, Сонора и Чиуауа).